# Akilathirattu Ammanai
Akilathirattu Ammanai (tamil: அகிலத்திரட்டு அம்மானை) [akilam (mundo) + thirattu (colección) + ammanai (balada)], también llamado Thiru Edu (libro venerable), es el texto religioso principal del sistema de creencias del sudeste de India llamado Ayyavazhi. El título se suele abreviar como Akilam o Akilathirattu.
El Akilam incluye 15.000 versos, siendo el Ammanai más largo en idioma tamil y uno entre los trabajos más largos en tamil realizados por un solo autor.
Según el libro, Akilam, Hari Gopalan Citar escribió este libro en el día veintisiete del mes tamil de Karthikai (noviembre/diciembre) en el año 1841. El autor dice que Dios le despertó durante su sueño y le mandó escribir lo que le dictara. Akilathirattu fue registrado en las hojas de las palmeras hasta 1939, cuando se le dio un formato impreso.
Según el autor, el libro contiene la historia de Dios viniendo en esta época, el Kali Yukam o Era de Hierra, para gobernar el mundo transformándolo en el Dharma Yukam. Esta historia de fe se ha ido tejiendo junto con hechos históricos sobre Ayya Vaikundar y sus actividades con las reinterpretaciones de los episodios de los Puranas hindúes (mitologías) e Itihasas. Se presenta como si Visnú estuviera narrando la historia completa a su consorte Lakshmi.